# Klaus Wolfermann
Klaus Wolfermann   (Altdorf bei Nürnberg, 31 de març de 1946 - 18 de desembre de 2024) va ser un atleta alemany especialista en el llançament de javelina que va competir sota bandera de la República Federal Alemanya durant les dècades de 1960 i 1970.

## Biografia
El 1968 va prendre part en els Jocs Olímpics d'Estiu de Ciutat de Mèxic, on no aconseguí classificar-se per la final de la prova del llançament de javelina del programa d'atletisme. Quatre anys més tard, als Jocs de Múnic, guanyà la medalla d'or en la mateixa prova. En la final superà per tan sols dos centímetres al letó Jānis Lūsis, tot establint un nou rècord olímpic amb 90,48 metres. En el seu palmarès també destaquen sis campionats nacionals, entre 1969 i 1974, i la Copa d'Europa d'Atletisme de 1973.
El 5 de maig de 1973 va millorar el rècord del món de javelina, fins aleshores en possessió de Lūsis amb 93,80 metres. El seu llançament, de 94,08 metres, fou rècord del món fins al 26 de juliol de 1976, quan l'hongarès Miklós Németh llençà 94,58 metres als Jocs de Mont-real de 1976.
El 1972 i 1973 fou declarat l'atleta alemany de l'any. Una vegada retirat de l'atletisme passà a practicar el bob, on arribà a ser cinquè a la Copa d'Europa de 1979 del bobs a dos.

## Millors marques
- Llançament de javelina. 94,08 metres (1973)[5]